# Ojenkivka, Pavlohrad
Ojenkivka (în ucraineană Оженківка) este un sat în comuna Mejîrici din raionul Pavlohrad, regiunea Dnipropetrovsk, Ucraina.

## Demografie
Componența lingvistică a localității Ojenkivka
     Ucraineană (89,94%)
     Rusă (10,06%)
Conform recensământului din 2001, majoritatea populației localității Ojenkivka era vorbitoare de ucraineană (89,94%), existând în minoritate și vorbitori de rusă (10,06%).